# Zabrđe (Kotor-Varoš)
Zabrđe (szerbül: Забрђе), falu Bosznia-Hercegovinában, a Bosanska Krajina keleti részén, Kotor-Varoš községben, a Szerb Köztársaságban. 

## Fekvése
A település Bosznia-Hercegovina északi részén, Banja Lukától légvonalban 18, közúton 28 km-re délkeletre, községközpontjától légvonalban és közúton 3 km-re északra, a Vrbanja jobb partján, a Svinjara-patak torkolatánál, 250-520 méteres magasságban található. A település tágabb részén a Vrbanja (valamivel feljebb) két nagy kanyart ír le, ahol jobb oldali mellékvize, a Kobaš-patak Svinjarába ömlik. Itt halad át a Banja Lukát Dobojjal és Tuzlával összekötő M4-es autóút.

## Népessége
| Nemzetiségi csoport | Népesség 1991 | Népesség 2013 |
| ------------------- | ------------- | ------------- |
| Szerb               | 9             | 419           |
| Bosnyák             | 1             | 0             |
| Horvát              | 1129          | 117           |
| Jugoszláv           | 6             | 0             |
| Egyéb               | 9             | 3             |
| Összesen            | 1154          | 539           |

## Története
A térség 1878-ig tartozott az Oszmán Birodalomhoz, ekkor a berlini kongresszus határozata alapján az Osztrák-Magyar Monarchia része lett. 1879-ben az első osztrák-magyar népszámlálás során a Banja Luka-i járáshoz tartozó településnek 31 háztartása és 254 római katolikus lakosa volt. 1910-ben a Kotor Varoš-i járáshoz tartozó településen 38 háztartást, 272 római katolikus és 4 ortodox lakost találtak. A monarchia szétesésével 1918-ban előbb a Szerb-Horvát-Szlovén Királyság, majd 1929-től a Jugoszláv Királyság része lett. 1921-ben 238 lakosa volt, akik közül 223 római katolikus horvát, 12 ortodox szerb és 3 görög katolikus volt. Az 1929-es törvény értelmében, amikor Bosznia-Hercegovinát négy banovinára, Drinskára, Vrbaskára, Zetskára és Primorskára osztották, a település a Vrbaska banovina része lett, amelynek székhelye Banja Luka volt. Jugoszlávia megszállása után a Független Horvát Állam (NDH) része lett. A második világháború alatt Zabrđe több ütközet színhelye volt, melyeket a 14. közép-boszniai dandár és más partizán alakulatok vívtak az usztasa, csetnik és német alakulatok ellen. A második világháború után 1992-ig a szocialista Jugoszlávia részeként a Bosznia-Hercegovinai Népköztársasághoz tartozott. A lakosság jelentős része Nyugat-Európa országaiban is dolgozott. A boszniai háború idején 1992-ben a szerb félkatonai alakulatok elűzték a horvát lakosságot. A szerb támadásoknak két helyi horvát lakos esett áldozatul. A boszniai háborút lezáró daytoni békeszerződést követő területfelosztásnál Kotor-Varoš község részeként a Szerb Köztársaság területéhez került.

## Oktatás
- Sveti Sava Általános Iskola

## Nevezetességei
- Szent Leopold Mandić tiszteletére szentelt római katolikus temploma.[8]